# Lysozyme
Lysozyme, hay còn được gọi là muramidase hoặc N-acetylmuramide glycanhydrolase ( lizozim ) là một loại enzyme kháng khuẩn được sản xuất bởi động vật và giúp làm nên một phần của hệ thống miễn dịch bẩm sinh. Lysozyme là một enzyme glycoside hydrolase xúc tác cho quá trình thủy phân liên kết 1,4-beta giữa axit N-acetylmuramic và chuỗi bên N-acetyl-D-glucosamine trong peptidoglycan, thành phần chính của thành tế bào vi khuẩn gram dương.  Sự thủy phân này sẽ phá hủy thành tế bào của vi khuẩn, từ đó gây ra "cái chết" của vi khuẩn.
Lysozyme có trong nhiều chất tiết như nước mắt, nước bọt, sữa mẹ và các dịch nhầy. Chất này cũng có mặt trong các hạt tế bào chất của đại thực bào và bạch cầu trung tính đa nhân (PMN). Một lượng lớn lysozyme có thể được tìm thấy trong lòng trắng trứng. Lysozym loại C liên quan chặt chẽ đến alpha-lactalbumin về trình tự và cấu trúc, làm cho chúng trở thành một phần của cùng một họ protein. Ở người, enzyme lysozyme được mã hóa bởi gen LYZ.
Lysozyme khá ổn định về nhiệt, với điểm nóng chảy của nó lên đến 72 ℃ ở pH 5,0. Tuy nhiên, trong sữa mẹ nó mất hoạt động rất nhanh ở nhiệt độ đó. Điểm đẳng điện của nó là 11,35. Trong một phạm vi rộng của pH (6-9) thì lysozyme có thể tồn tại.

## Chức năng và cơ chế
Enzyme này hoạt động bằng cách tấn công, thủy phân và phá vỡ liên kết glycosidic trong thành peptidoglycan. Enzyme này cũng có thể phá vỡ các liên kết glycosidic trong chitin, mặc dù không hiệu quả như chitinase thực sự.
Vị trí hoạt động lysozyme gắn với phân tử peptidoglycan bằng khe nổi bật giữa hai miền của nó. Nó tấn công peptidoglyan (được tìm thấy trong thành tế bào vi khuẩn, đặc biệt là vi khuẩn Gram dương), cơ chất tự nhiên của nó, giữa axit N-acetylmuramic (NAM) và nguyên tử cacbon thứ tư của N-acetylglucosamine (NAG).
Các saccharide ngắn hơn như tetrasaccharide cũng có thể là một cơ chất khả thi nhưng thông qua một trung gian với một chuỗi dài hơn. Chitin cũng đã được chứng minh là một cơ chất hữu hiệu cho lysozyme. Các cơ chất nhân tạo cũng đã được phát triển và sử dụng trong nghiên cứu về lysozyme.